# Administrare la distanță
Administrarea la distanță se referă la orice metodă de control de la distanță a unui computer sau a altui dispozitiv conectat la internet, cum ar fi un smartphone. Există multe software-uri disponibile în comerț și gratuite care facilitează configurarea și utilizarea administrării la distanță. Administrarea la distanță este adesea utilizată atunci când este dificil sau impracticabil să vă aflați fizic în apropierea unui sistem pentru a-l utiliza sau pentru a-l depana. Mulți administratori de servere utilizează, de asemenea, administrarea de la distanță pentru a controla serverele din întreaga lume în locații la distanță. Aceasta este, de asemenea, utilizată de companii și corporații pentru a îmbunătăți productivitatea generală, precum și pentru a promova munca la distanță. De asemenea, se poate referi atât la administrarea de la distanță legală, cât și la cea ilegală (adică hacking) (consultați Owned și troian).

## Cerințe

### Conexiune la internet
Orice computer cu o conexiune la Internet sau dintr-o rețea locală poate fi administrat de la distanță.
Pentru o administrare fără malițiozitate, utilizatorul trebuie să instaleze sau să activeze software-ul server pe sistemul gazdă pentru a putea fi vizualizat. Apoi, utilizatorul/clientul poate accesa sistemul gazdă de pe un alt computer folosind software-ul instalat.
De obicei, ambele sisteme trebuie să fie conectate la internet, iar adresa IP a sistemului gazdă/server trebuie să fie cunoscută. Prin urmare, administrarea la distanță este mai puțin practică în cazul în care gazda utilizează un modem dial-up, care nu este conectat în permanență și are adesea un IP dinamic.

### Conectare
Atunci când clientul se conectează la computerul gazdă, apare, de obicei, o fereastră care afișează desktop-ul gazdei. Clientul poate controla apoi gazda ca și cum ar sta chiar în fața ei.
Windows are un pachet integrat de administrare de la distanță numit Remote Desktop Connection. O alternativă gratuită cross-platform este VNC⁠(d), care oferă funcționalități similare.

## Sarcini comune pentru care se utilizează administrarea de la distanță

### Oprire
- Oprirea sau repornirea unui alt computer prin intermediul unei rețele

### Accesarea perifericelor
- Folosind un dispozitiv de rețea, cum ar fi o imprimantă
- Preluarea datelor în flux, la fel ca un sistem CCTV

### Modificare
- Editarea setărilor de registru ale altui computer
- Modificarea serviciilor de sistem
- Instalarea de software pe un alt computer
- Modificarea grupurilor logice

### Vizionare
- Asistarea la distanță a altor persoane
- Supravegherea utilizării computerului sau a internetului
- Acces la un snap-in „Computer Management” al unui sistem la distanță

### Hacking
Computerele infectate cu programe malware, cum ar fi troienii, deschid uneori uși secrete în sistemele informatice care permit utilizatorilor rău intenționați să pătrundă în computer și să îl controleze. Astfel de utilizatori pot apoi adăuga, șterge, modifica sau executa fișiere de pe computer în scopuri proprii.

## Software remarcabil

### Windows
Windows Server 2003, 2008, Tablet PC și Windows Vista edițiile Ultimate, Enterprise și Business sunt însoțite de Microsoft Management Console, Windows Registry Editor și diverse utilitare de linie de comandă care pot fi utilizate pentru a administra o mașină la distanță. O formă de administrare de la distanță este software-ul desktop de la distanță, iar Windows include un client Remote Desktop Connection pentru acest scop.
Windows XP vine cu instrumente integrate de administrare de la distanță numite Remote Assistance și Remote Desktop, acestea fiind versiuni restricționate ale Windows Server 2003 Terminal Services, destinate exclusiv ajutorării utilizatorilor și administrării de la distanță. Cu un simplu hack/patch (derivat din versiunea beta a Windows XP) este posibilă „deblocarea” XP pentru a deveni un server terminal complet.
Windows Server 2003 vine cu instrumente integrate de administrare la distanță, inclusiv o aplicație web și o versiune simplificată a Terminal Services concepută pentru administrarea la distanță.
Active Directory și alte caracteristici găsite în Microsoft Windows NT Domains permit administrarea de la distanță a computerelor care sunt membre ale domeniului, inclusiv editarea Registrului și modificarea serviciilor de sistem și accesul la sistemul „Microsoft Management Console” Microsoft Management Console snap-in.
Unele programe software terțe pentru desktop de la distanță îndeplinesc aceeași funcție.
Back Orifice, în timp ce este utilizat în mod obișnuit ca un instrument haxor, pretinde a fi un instrument de administrare la distanță și de gestionare a sistemului. Criticii au declarat anterior că capacitățile software-ului necesită o definiție foarte largă a ceea ce presupune „administrarea”.
Remote Server Administration Tools pentru Windows 7 permite administratorilor IT să administreze rolurile și caracteristicile instalate pe computerele de la distanță care rulează Windows Server 2008 R2.

### Non-Windows
VNC poate fi utilizat pentru administrarea de la distanță a computerelor, însă este folosit din ce în ce mai mult ca un echivalent al Terminal Services și al Remote Desktop Protocol pentru medii multiutilizator.
Linux, UNIX și BSD acceptă administrarea de la distanță prin conectare de la distanță, de obicei prin SSH (utilizarea protocolului Telnet a fost eliminată treptat din cauza problemelor de securitate). Redirecționarea conexiunii X-server, adesea tunelată prin SSH pentru securitate, permite utilizarea la distanță a programelor GUI. VNC este, de asemenea, disponibil pentru aceste sisteme de operare.
Apple Remote Desktop⁠(d) oferă utilizatorilor de Macintosh funcții de administrare de la distanță.
NX și fork-ul său Google Neatx⁠(d) sunt soluții gratuite de partajare a desktop-urilor grafice pentru sistemul X Window cu clienți pentru diferite platforme precum Linux, Windows și Mac OS X. De asemenea, este disponibilă o versiune comercială îmbunătățită a serverului NX.

## Administrare la distanță wireless
Software-ul de administrare la distanță a început recent să apară pe dispozitivele wireless, cum ar fi dispozitivele BlackBerry, Pocket PC⁠(d) și Palm⁠(d), precum și pe unele telefoane mobile.
În general, aceste soluții nu oferă accesul complet de la distanță oferit de software precum VNC⁠(d) sau Terminal Services, dar permit administratorilor să efectueze o serie de sarcini, cum ar fi repornirea computerelor, resetarea parolelor și vizualizarea jurnalelor de evenimente ale sistemului, reducând sau chiar eliminând astfel necesitatea ca administratorii de sistem să poarte un laptop sau să fie la îndemâna biroului.
Administrarea la distanță wireless este, de obicei, singura metodă de a menține obiectele artificiale în spațiu.